# 伯恩哈德·冯·比洛
比洛亲王伯恩哈德·海因里希·卡尔·马丁（德語：Bernhard Heinrich Karl Martin Fürst von Bülow，又译皮洛夫，1849年5月3日—1929年10月28日），德国政治家，曾于1900年至1909年间任德意志帝国总理和普魯士内阁首长。
比洛出生於一個顯赫的丹麥-德意志貴族世家比洛家族，在他的父親伯恩哈德·恩斯特·馮·比洛被任命為奧托·馮·俾斯麥政府的外交大臣後，他進入德國外交部工作。此後他曾擔任過多個外交職務，包括德國駐羅馬大使。1897年被威廉二世任命為外交大臣，三年後，霍恩洛厄親王辭職，他被任命為德國總理。身為總理，比洛推行謹慎保守的國內政策，同時在外交事務上奉行雄心勃勃的擴張主義政策。儘管冯·比洛在任期间，德國實現了持續的經濟成長和重大技術進步，但他的政府的外交政策在很大程度上激怒了法國和英國，比洛曾有名言揭示20世纪初德国的对外扩张政策：“让别的民族去分割大陆和海洋，而我们德国满足于蓝色的天空的时代已经过去了，我们也要求阳光下的地盘。”由於此舉動也觸動到英法兩國的利益，後來1908年因每日電訊報事件，造成與威廉二世關係急劇惡化，也讓德國與英國關係決裂，進而導致一戰的爆發，這場衝突導致了德意志帝國的的衰落和瓦解。比洛最後於於1909年辭職下台，辭職後移居於羅馬，並於1914年擔任駐義大利大使，但無法說服維克托·伊曼紐爾三世加入同盟國。於1929年10月28日逝世於羅馬，享壽80歲。